# William Hern
Temple de la renommée : 1962
William Milton Hern, surnommé « Riley », (né le 5 décembre 1880 à Stratford en Ontario au Canada - mort le 24 juin 1929) est un joueur de hockey sur glace professionnel canadien du début du XXe siècle. Il gagne avec eux sept Coupes Stanley au début des années 1900. Il est intronisé au Temple de la renommée du hockey en 1962.

## Biographie
William Milton Hern commence le hockey sur glace dans sa ville natale de Stratford en Ontario au sein de l'Association de hockey de l'Ontario. Il joue également avec l'équipe de la ville voisine de St. Marys et évolue aussi bien en tant que gardien de but ou en tant qu'attaquant. Il joue ainsi avec les Légionnaires de Stratford entre 1898 et 1901. Il joue rapidement pour l'équipe de London en tant qu'ailier droit avant de rejoindre les États-Unis. En effet, en 1901-1902, il joue avec l'équipe des Pittsburgh Keystones au sein de la Western Pennsylvania Hockey League qui cette année devient la première ligue professionnelle d'Amérique du Nord.
Il joue les 14 rencontres de son équipe au cours de la saison et aide les Keystones à gagner 9 des matchs ; il est mis en avant en étant sélectionné dans la première équipes d'étoiles de la WPHL. Lors de la saison suivante, l'équipe des Keystones finit cette fois à la dernière place du classement. Hern ne parvient à ramener une seule victoire pour 10 défaites. Au cours de cette même saison, « Doc » Gibson décide de créer une nouvelle équipe de hockey dans le Michigan à Houghton. Pour son équipe, il offre des contrats lucratifs aux meilleurs joueurs du circuit : William « Hod » Stuart, Bruce Stuart et donc Hern. Ce dernier annonce alors à la presse qu'il rejoint l'équipe du Michigan car il sera mieux payé qu'avec celle de Pennsylvanie.

## Statistiques
| Saison    | Équipe                    | Ligue  |    | Saison régulière | Saison régulière | Saison régulière | Saison régulière | Saison régulière | Saison régulière | Saison régulière | Saison régulière | Saison régulière | Saison régulière |   | Séries éliminatoires | Séries éliminatoires | Séries éliminatoires | Séries éliminatoires | Séries éliminatoires | Séries éliminatoires | Séries éliminatoires | Séries éliminatoires | Séries éliminatoires |
| Saison    | Équipe                    | Ligue  | PJ | V                | D                | Pr/N             | Min              | BC               | Moy              | % Arr            | Bl               | Pun              | PJ               | V | D                    | Min                  | BC                   | Moy                  | % Arr                | Bl                   | Pun                  |                      |                      |
| 1901-1902 | Pittsburgh Keystones      | WPHL   | 14 | 9                | 5                | 0                | 780              | 40               | 2,21             | -                | 1                | -                | 1                | 1 | 0                    | 40                   | 1                    | 1,50                 | -                    | 1                    | -                    |                      |                      |
| 1901-1902 | Pittsburgh Keystones      | WPHL   | 5  | 5                | 0                | 0                | -                | -                | 1,60             | -                | 1                | -                |                  |   |                      |                      |                      |                      |                      |                      |                      |                      |                      |
| 1902-1903 | Pittsburgh Keystones      | WPHL   | 12 | 1                | 10               | 0                | 460              | 61               | 7,96             | -                | 0                | -                |                  |   |                      |                      |                      |                      |                      |                      |                      |                      |                      |
| 1903-1904 | Portage Lakes Hockey Club | Exhib. | 14 | 13               | 1                | 0                | 840              | 21               | 1,50             | -                | 4                | -                |                  |   |                      |                      |                      |                      |                      |                      |                      |                      |                      |
| 1903-1904 | Portage Lakes Hockey Club | W-S    | 2  | 2                | 0                | 0                | 120              | 6                | 3,00             | -                | 0                | -                |                  |   |                      |                      |                      |                      |                      |                      |                      |                      |                      |
| 1904-1905 | Portage Lakes Hockey Club | IPHL   | 24 | 15               | 7                | 2                | 1 374            | 81               | 3,54             | -                | 2                | -                |                  |   |                      |                      |                      |                      |                      |                      |                      |                      |                      |
| 1905-1906 | Portage Lakes Hockey Club | IPHL   | 20 | 15               | 5                | 0                | 1 215            | 70               | 3,46             | -                | 1                | -                |                  |   |                      |                      |                      |                      |                      |                      |                      |                      |                      |
| 1907      | Wanderers de Montréal     | ECAHA  | 10 | 10               | 0                | 0                | 610              | 39               | 3,84             | -                | 0                | -                | 6                | 3 | 3                    | 360                  | 25                   | 4,17                 | -                    | 0                    | -                    |                      |                      |
| 1908      | Wanderers de Montréal     | ECAHA  | 10 | 8                | 2                | 0                | 610              | 52               | 5,11             | -                | 0                | -                | 5                | 5 | 0                    | 300                  | 16                   | 3,20                 | -                    | 0                    | -                    |                      |                      |
| 1909      | Wanderers de Montréal     | ECHA   | 12 | 9                | 3                | 0                | 728              | 61               | 5,03             | -                | 0                | -                | 2                | 1 | 1                    | 120                  | 10                   | 5,00                 | -                    | 0                    | -                    |                      |                      |
| 1910      | Wanderers de Montréal     | ANH    | 13 | 12               | 1                | 0                | 780              | 47               | 3,62             | -                | 1                | -                | 1                | 1 | 0                    | 60                   | 3                    | 3,00                 | -                    | 0                    | -                    |                      |                      |
| 1910-1911 | Wanderers de Montréal     | ANH    | 16 | 7                | 9                | 0                | 973              | 88               | 5,43             | -                | 0                | -                |                  |   |                      |                      |                      |                      |                      |                      |                      |                      |                      |